# Joaquim Serra i Corominas
Joaquim Serra Corominas (4 de marzo de 1907 - 11 de noviembre de 1957) fue un compositor español que destacó especialmente por la composición de sardanas y por su tratado de orquestación para cobla. Además de compositor también fue un buen pianista.

## Reseña biográfica
Nace en Peralada (Cataluña) pero se traslada a Figueras con solo 3 años y con 8 a Barcelona. Murió en su domicilio el día 11 de noviembre de 1957.

### Estudios
Se inició en la música en Figueres a través del método Dalcroze, como alumno de la academia creada por su padre, Josep Serra y Bonal, y su tía, M. Ángeles Corominas, que era arpista. En 1915 la familia se trasladó a Barcelona, y en 1916 Joaquim ingresó en la Escuela Municipal de Música donde tuvo como profesores de solfeo a Lluís Millet, de piano a Ramón Pellicer y de armonía y composición a Enric Morera. También recibió algunas clases de violín y una notable influencia, en el campo compositivo, de Eduard Toldrà quien era vecino suyo en la calle Aragón de Barcelona.

### Primeras composiciones
A los catorce años compuso la sardana La primera volada. Gracias a una combinación de inspiración y técnica, lograda a través de su gran capacidad de estudio, incluso sus primeras composiciones logran de una gran calidad de hecho, ya con 20 años se convirtió en el compositor más joven galardonado con los premios Sant Jordi de música de cobla, instaurados por el Fomento de la Sardana, con obras como la sardana para dos coblas A Montserrat (1926) o la suite Impressions Camperoles (Impresiones Campesinas) (1927), una obra considerada entre las de mayor calidad artística dentro de los repertorios de música de cobla, y que introdujo importantes innovaciones en el género en cuanto a los aspectos formal, tímbrico y discursivo.  
En el género clásico en 1926 fue galardonado en el V Concurso Musical de la Fundación Concepció Rabell y Cibils por "Trio en mi", obra que se interpretó en 1928 en el acto de inauguración de la nueva sede de la Escuela Municipal de Música. Desde aquel momento, todavía estudiante, su producción experimentó un giro hacia un despliegue instrumental amplio, con obras para orquesta sinfónica o para una, dos o tres parejas, que culminó en 1931 con "Variaciones para orquesta y piano", El título más importante de su producción, si bien poco conocido.  
Acabados los estudios, actuó como pianista con el cuarteto Roig Galindo, y en 1933 fue pianista acompañante en Radio Asociación de Cataluña, emisora de la que se convirtió poco después en director musical, cargo que mantuvo hasta 1938..

### Postguerra
Su compromiso con la cultura catalana evidente en su composición junto con su posición política fueron las causas de una persecución política por parte del gobierno franquista resultante después de la guerra civil, persecución que le impidió ejercer su profesión más allá del ámbito privado y en conjuntos nocturnos. 
En 1945 asumió la dirección de la Cobla Barcelona y al año siguiente colaboró puntualmente con el Ballet de Paul Goubé como instrumentador, pianista y director musical. Director del Esbart Verdaguer en la época en que Manuel Cubeles era coreógrafo, realizó múltiples arreglos para cobla y orquesta y creó obras para ser coreografiadas en un concepto de espectáculo total, como "La presó de Lleida" (La prisión de Lleida), para dos coblas, o El carnaval, Para orquesta. En 1948 fue solicitado por el Instituto Juli Garreta para impartir un curso de instrumentación para cobla, como resultado del cual en 1956 se editó un tratado, todavía vigente hoy en día. 
En 1952, debido a una tuberculosis, se retiró en el sanatorio del Brull, y posteriormente, en Castellterçol. Una vez repuesto (1954) fue contratado -avalado por Rafael Ferrer- como director de discoteca en Radio Nacional de España.  
Finalmente murió en noviembre de 1957.

### Puigsoliu
A modo de testamento musical, dejó escrita la obra definitiva de la música de cobla, el poema sinfónico "Puigsoliu" de carácter fresco y optimista que resume las armonías y las instrumentaciones que Serra utilizó a lo largo de su trayectoria. Obra capital en la creación musical para copla que a pesar de ser escrita para esta formación la concepción sinfónica de la obra es tan evidente que a medio siglo después, primero el músico y viola Aureli Vila hizo una versión para cuerda, y posteriormente el compositor y director de orquesta Salvador Brotons hizo una versión para orquesta sinfónica grabada en un disco compacto en 2002 por la casa Naxos [DDD8555871].

## Obra
Su obra, de talla novecentista, se inscribe en un estilo tonal clásico con aportaciones libres; exploró ampliamente la música de cobla, por lo que se ha convertido en el autor de referencia. Compuso también piezas bailables y de música española y arreglos, que no incluía en su catálogo personal. En la última etapa de su vida cultivó principalmente la sardana, sellando un modelo formal y estilístico de concierto. Fue galardonado con numerosos premios, tanto en los géneros clásicos como en la música para cobla. La obra de creación, seleccionada y precatalogada por él mismo, consta de noventa y seis composiciones: sardanas, nueve obras para cobla, catorce lieder, cinco piezas corales, cuatro ballets, cuatro obras para orquesta, dos obras para piano, dos obras líricas y un trío. Tiene mucha música fuera de su propio catálogo. 

### Música de cámara
- Trio en mí, para piano, violín y violonchelo. (1926)

#### Canciones
- Camp de Fajol, para voz y piano (1925)
- Cansó, para voz y piano (1930)
- Idil·li de la fruita galana, para coro mixto (1931)
- La nena de la rotllana, para coro mixto (1931)
- Capvespre, para coro mixto (1931)
- Confidència, para coro mixto (1937)
- A els nens petits, para coro mixto (1937)
- L’elegia d’una rosa, para voz y piano (1938)
- Cançó voluble, para voz y piano (1938)
- Sonet als llavis, para voz y piano (1938)

### Obras líricas
- Tempesta esvaïda, 3 actos (1934)
- A Montserrat tot plora, 1 acto (1935)

### Orquesta
- Romàntica , pequeña orq. (1928)
- Variacions per orquestra i piano, pequeña orq. (1931)
- El Carnestoltes, ballet (1949)
- Doña Inés de Castro, ballet (1950)
- Dos estampes sinfoniques (1954)

### Piano
- Tres peces breus: 1. Paisatge. 2. Pastor enamorat. 3. Cançó de bressol (1932)

### Cobla
- Impressions camperoles, suite (1927);
- Dansa de Fadrins (1955);
- Puigsoliu , poema SIMF. (1957)
- dos Coblas
- La fira, , boceto SIMF. (1929);
- La Presó de Lleida, poema SIMF. (1948) tres Coblas
- Introducción y danza , boceto SIMF. (1930)
- Puigsoliu, poema sinfónico para cobla (1950)

#### Sardanas
- Numerosas sardanas, entre las que cabe destacar:

- Cant de joia (1925)
- Germanor (1926)
- Maria (1926)
- Vora el rierol (1926)
- A Montserrat, 2 cobles (1926);
- La noia alegre que no sap plorar (1928)
- Remembrança (1928)
- Esplais (1931)
- Evocació (1932)
- Ofrena (1934)
- Joiosa! (1936)
- Tendreses (1936)
- Rocacorba (1936)
- Apassionada (1936)
- Margarida (1945)
- L’Ermita Vella (1946)
- La meva Joaquima (1946)
- Cavalleresca (1947)
- Primaveral, 2 Cobles (1947)
- En Cacaliu (1948)
- Ofrena a Valencia (1948)
- Elegia (1948)
- Noces d’or (1949)
- Empordanesa (1950)
- Vells amics (1951)
- Roses del Brull (1953)
- Recordant Vic (1954)
- Aura de Abril (1954)
- Els gegants de Castellterçol (1954)
- Sabadell (1955)
- Clavell Morenet (1955)
- El Xicarró (1955)
- Sota els Pins del Pujolet (1955)
- María del Claustre (1956)
- Guissona (1956)

### Teoría
- Tratado de instrumentación para cobla , Barcelona, 1956